# Bazilica Sfântul Iacob din Napoli
Bazilica Sfântul Iacob al Spaniolilor (în italiană Basilica di San Giacomo degli Spagnoli) este o bazilică minoră aflată în Piazza Municipio din centrul orașului Napoli (Italia). Biserica renascentistă a fost obturată în 1812 de Palatul San Giacomo construit de regele Ferdinand I de Bourbon vizavi de fortăreața Castel Nuovo pentru a servi ca un bloc central de birouri pentru ministerele guvernului său. Palatul San Giacomo este acum clădirea primăriei orașului Napoli. O altă biserică cu hramul San Giacomo degli Spagnoli se află la Roma.

## Istoric

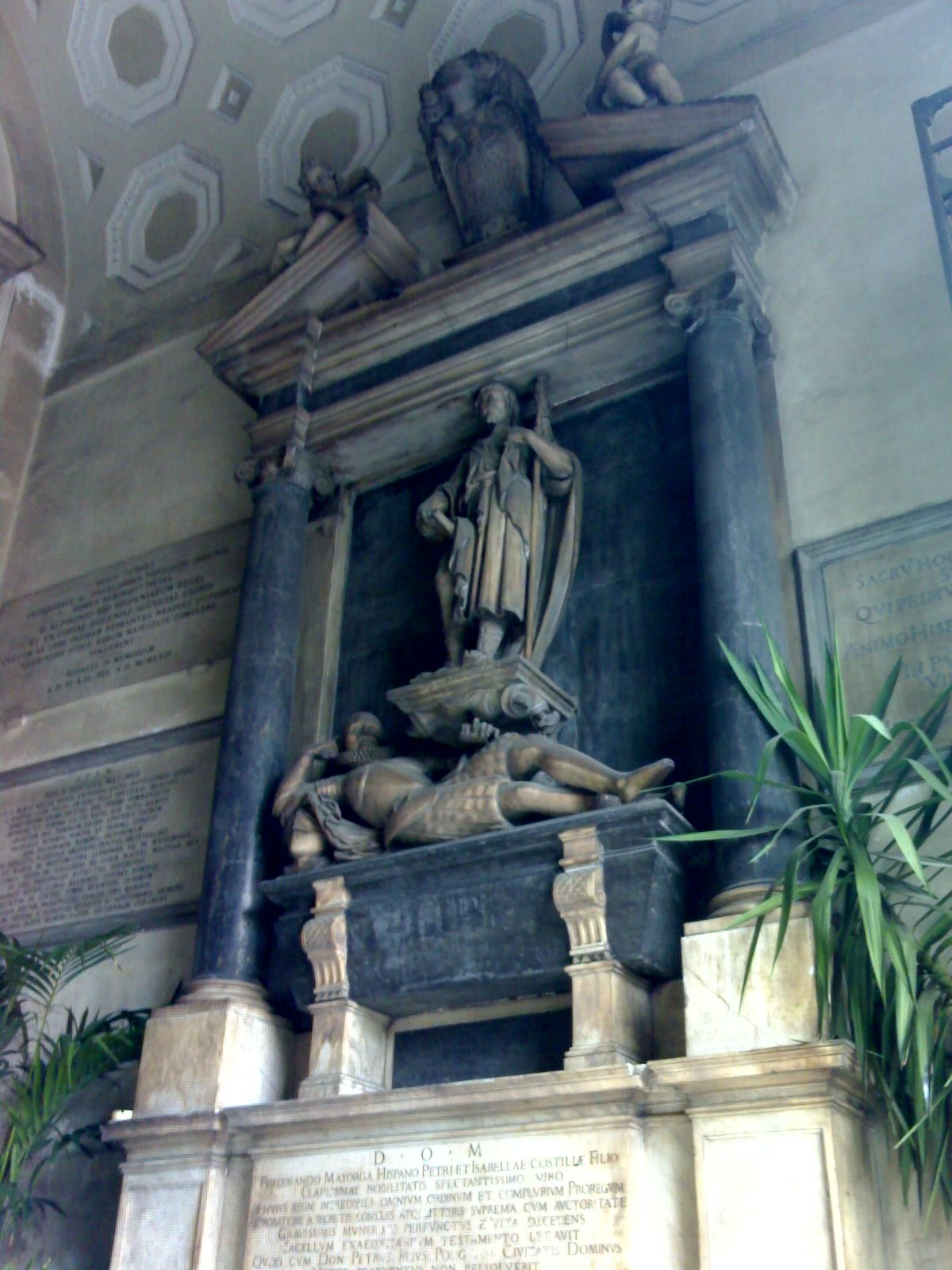
Monumentul lui Ferdinando Maiorca.

Biserica originală a fost ctitorită în 1540 de către viceregele spaniol Don Pedro Álvarez de Toledo, Marchiz de Villafranca și asociată cu spitalul adiacent pentru cei săraci. Biserica a fost dedicată Sf. Iacob, sfântul patron al Spaniei, și proiectată de Ferdinando Manlio. Construcția Palatului San Giacomo a înlăturat fațada bisericii, dar a păstrat aspectul interior cu trei nave și un tavan central înalt.
Interiorul păstrează încă o serie de morminte monumentale, inclusiv cel al viceregelui Don Pedro de Toledo, al soției și fiului său, sculptat în 1570 de către Giovanni da Nola. Lângă intrare sunt două sculpturi realizate de Francesco Cassano. În plus, mormântul lui Ferdinando Maiorca și a soției sale, Porzia Coniglia, din absidă a fost finalizat de Michelangelo Naccherino. Mormântul lui Alfonso Basurto a fost sculptat de Annibale Caccavello și Giovanni Domenico D'Auria.
Biserica a suferit pagube în timpul bombardamentelor din cel de-al Doilea Război Mondial. În prezent este rareori deschisă publicului.